# Fastnet Rock

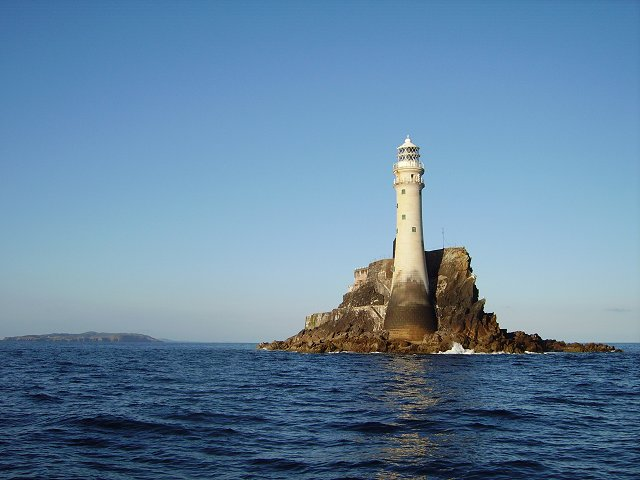
Rochedo Fastnet

O rochedo Fastnet (em língua irlandesa: Carraig Aonair, que significa «rochedo perdido», em língua inglesa: Fastnet Rock) é um pequeno ilhéu a sul da ilha da Irlanda e composto por argila e ardósia com veios de quartzo. É o ponto mais meridional da República da Irlanda. Situa-se 6,5 km a sudoeste da Clear Island no condado de Cork. O rochedo eleva-se a 30 m sobre o mar.
O rochedo está ocupado por um farol com o mesmo nome. O ilhéu é célebre porque é um marco importante de passagem da Fastnet Race, uma célebre corrida náutica.